# Мисюрка

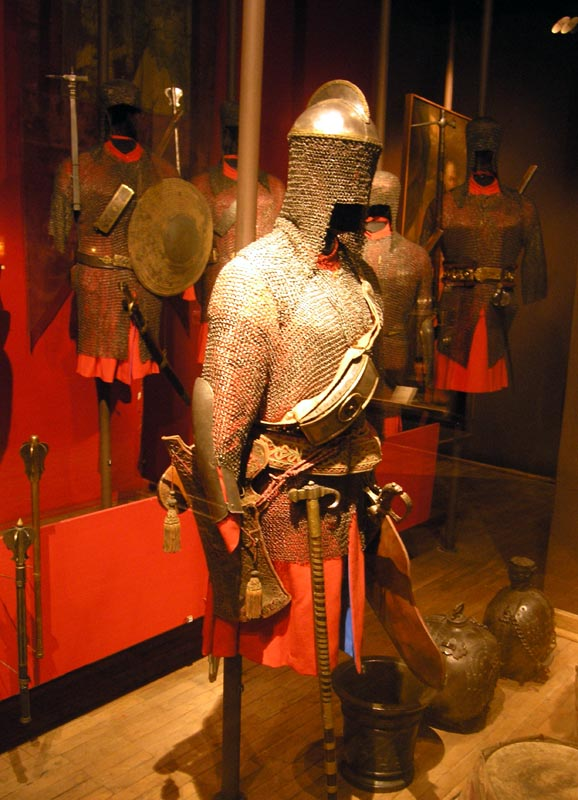
Обладунок панцирного товариша з мисюркою з гребенем. II пол. XVII ст. Музей Війська Польського. Варшава

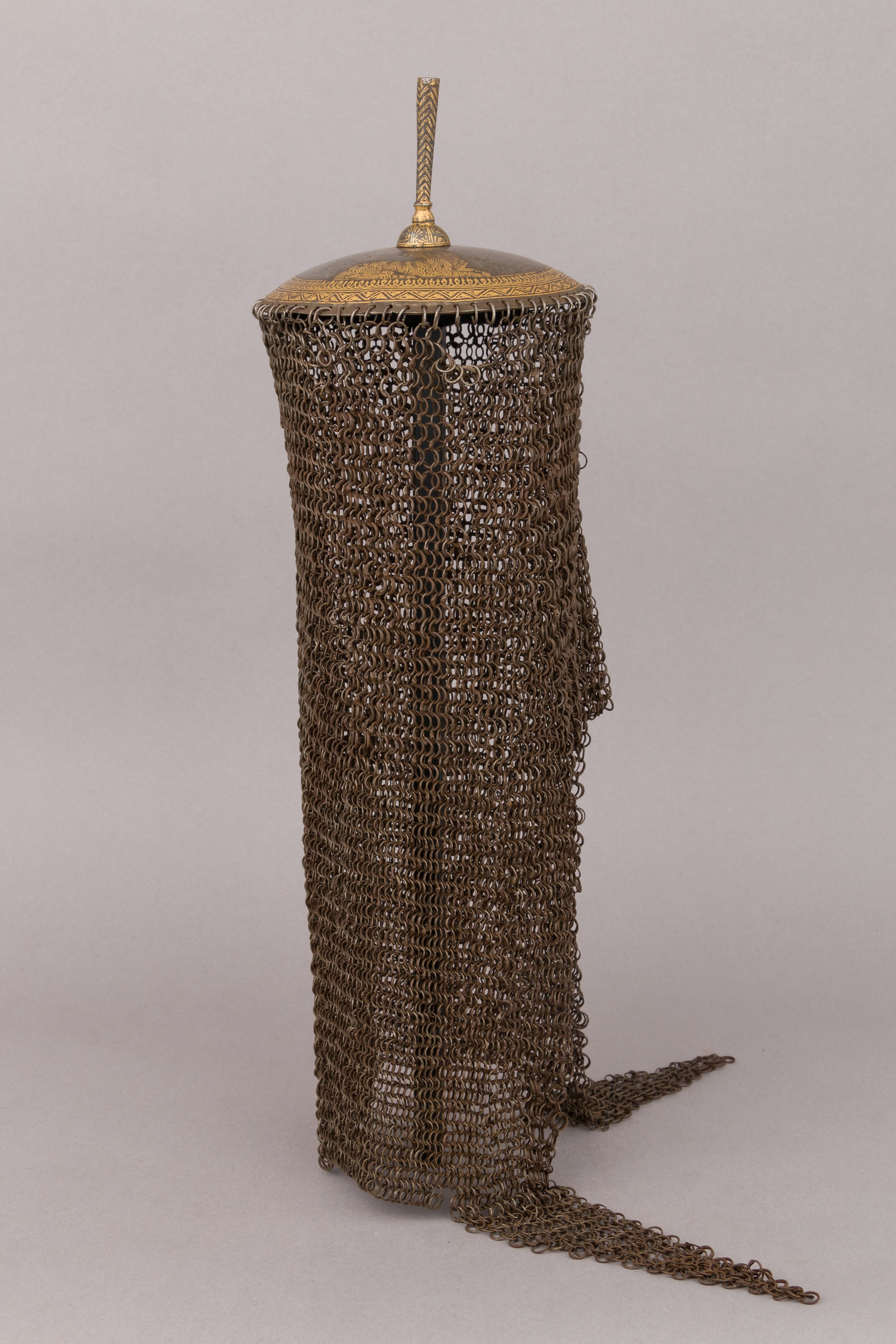
Індійська мисюрка у формі миски з бармицею. XVIII ст. Музей мистецтва Метрополітен. Нью-Йорк

Мисю́рка, або місю́рка — тип бойового шолома, що складається з навершя у вигляді опуклої верхньої пластини та кольчужної відлоги чи бармиці.

## Короткі відомості
Мисюрка виникла у XV ст. на Близькому Сході. Назва походить від арабської назви Єгипту — «Міср».
Зазвичай верхня частина мисюрки має вигляд опуклої круглої бляхи з невеличким шпилем. Однак деякі види мисюрок мають навершя у вигляді укороченого гостроконечного шолома або опуклої пластини з поперечним ребром. Мисюрки могли доповнювати кількома прямокутними пластинами, що розміщали нижче навершя. По краю мисюрки робили отвори для кріплення металевого захисту у вигляді кольчужної сітки (бармиці), яка захищала обличчя, шию, вуха і потилицю. Бармиця мисюрки могла бути у вигляді відлоги, що мала отвір для обличчя, або мати поли, що спускалися на плечі та кріпилися під підборіддям за допомогою гачка. На шпиль наверху шолому зазвичай кріпили кільце для прикраси у вигляді китиці, стрічки чи прапорця. Мисюрки прикрашали гравіюванням. Орнамент прикрас залежав від традицій тих регіонів, де виготовляли такі шоломи.
У XVI — XVIII ст. мисюрка була найпоширенішим бойовим наголов'ям в арміях Османської імперії, Ірану, Індії, Кримського ханства, використовувалась воїнами Республіки Обох Націй (Речі Посполитої), Угорщини, Московського князівства. Зокрема, мисюрку носив Богдан Хмельницький під час служби в польському війську.
Хмельницький, вже будучи гетьманом,  згадував  випадок,  коли  підіслані  ворогами  вбивці несподівано накинулися на нього і один з них вдарив його шаблею. Тоді, за свідченням Хмельницького, «лише місюрка залізна врятувала, а кільчаста бармиця на шиї була перерубана й лише на чотирьох кільцях трималася».
Використовували їх і українські козаки.
Дуже поширені такі типи шоломів були в народів Кавказу, зокрема, у Дагестані. Кубачинські майстри Дагестану використовували рослинний орнамент та срібну і золоту насічки. Мисюрки використовували на Близькому Сході та в Індії до кінця XVIII — початку XIX ст., а кавказькі воїни носили їх ще наприкінці XIX ст., зокрема, під час Кавказької війни. У цей час мисюрка, разом з кольчугою, перетворилася на частину національного костюму народів Кавказу.